# Temporada 1991-92 de los Atlanta Hawks
La temporada 1991-92 fue la vigesimocuarta de los Atlanta Hawks en la NBA en su ubicación de Atlanta, la cuadragésimo tercera en la liga y la cuadragésimo sexta desde su fundación. La temporada regular acabó con 38 victorias y 44 derrotas, ocupando el noveno puesto de la Conferencia Este, no logrando clasificarse para los playoffs.

## Elecciones en elDraft
| Ronda | Puesto | Jugador       | Posición  | Nacionalidad   | Universidad          |
| ----- | ------ | ------------- | --------- | -------------- | -------------------- |
| 1     | 9      | Stacey Augmon | Escolta   | Estados Unidos | UNLV                 |
| 1     | 15     | Anthony Avent | Ala-Pívot | Estados Unidos | Seton Hall           |
| 2     | 30     | Rodney Monroe | Escolta   | Estados Unidos | North Carolina State |

## Temporada regular
| División Central      | División Central | División Central | División Central | División Central | División Central | División Central | División Central | División Central |
| Equipo                | G                | P                | %                | PD               | Casa             | Fuera            | Div              |                  |
| --------------------- | ---------------- | ---------------- | ---------------- | ---------------- | ---------------- | ---------------- | ---------------- | ---------------- |
| y-Chicago Bulls       | 67               | 15               | .817             | —                | 36–5             | 31–10            | 22–6             |                  |
| x-Cleveland Cavaliers | 57               | 25               | .695             | 10               | 35–6             | 22–19            | 21–7             |                  |
| x-Detroit Pistons     | 48               | 34               | .585             | 19               | 25–16            | 23–18            | 15–13            |                  |
| x-Indiana Pacers      | 40               | 42               | .488             | 27               | 26–15            | 14–27            | 13–15            |                  |
| Atlanta Hawks         | 38               | 44               | .463             | 29               | 23–18            | 15–26            | 7–21             |                  |
| Milwaukee Bucks       | 31               | 51               | .378             | 36               | 25–16            | 6–35             | 10–18            |                  |
| Charlotte Hornets     | 31               | 51               | .378             | 36               | 22–19            | 9–32             | 10–18            |                  |

## Estadísticas

### Temporada regular
| Rk | Jugador           | Edad | P  | PT | MP   | TC   | TCI  | %TC  | T3  | T3I | %T3  | TL  | TLI | %TL   | RO  | RD   | RT   | AS  | RB  | TAP | BP  | FP  | PTS  |
| -- | ----------------- | ---- | -- | -- | ---- | ---- | ---- | ---- | --- | --- | ---- | --- | --- | ----- | --- | ---- | ---- | --- | --- | --- | --- | --- | ---- |
| 1  | Dominique Wilkins | 32   | 42 | 42 | 38.1 | 10.1 | 21.8 | .464 | 0.9 | 3.0 | .289 | 7.0 | 8.4 | .835  | 2.5 | 4.6  | 7.0  | 3.8 | 1.2 | 0.6 | 2.9 | 1.8 | 28.1 |
| 2  | Kevin Willis      | 29   | 81 | 80 | 36.6 | 7.3  | 15.1 | .483 | 0.1 | 0.5 | .162 | 3.6 | 4.5 | .804  | 5.2 | 10.4 | 15.5 | 2.1 | 0.9 | 0.7 | 2.4 | 2.8 | 18.3 |
| 3  | Stacey Augmon     | 23   | 82 | 82 | 30.5 | 5.4  | 11.0 | .489 | 0.0 | 0.1 | .167 | 2.6 | 3.9 | .666  | 2.3 | 2.8  | 5.1  | 2.5 | 1.5 | 0.3 | 2.2 | 2.0 | 13.3 |
| 4  | Rumeal Robinson   | 25   | 81 | 64 | 27.4 | 5.2  | 11.5 | .456 | 0.4 | 1.3 | .327 | 2.2 | 3.4 | .636  | 0.8 | 1.9  | 2.7  | 5.5 | 1.3 | 0.3 | 2.5 | 2.2 | 13.0 |
| 5  | Blair Rasmussen   | 29   | 81 | 61 | 24.3 | 4.3  | 9.0  | .478 | 0.1 | 0.3 | .217 | 0.4 | 0.5 | .750  | 1.2 | 3.7  | 4.9  | 1.3 | 0.4 | 0.6 | 0.6 | 2.9 | 9.0  |
| 6  | Duane Ferrell     | 26   | 66 | 12 | 24.2 | 5.0  | 9.6  | .524 | 0.2 | 0.5 | .333 | 2.5 | 3.3 | .761  | 1.6 | 1.6  | 3.2  | 1.4 | 0.7 | 0.3 | 1.5 | 2.0 | 12.7 |
| 7  | Paul Graham       | 24   | 78 | 9  | 22.0 | 3.9  | 8.7  | .447 | 0.7 | 1.8 | .390 | 1.6 | 2.2 | .741  | 0.9 | 2.0  | 3.0  | 2.2 | 1.2 | 0.3 | 1.2 | 2.5 | 10.1 |
| 8  | Alexander Volkov  | 27   | 77 | 27 | 19.7 | 3.3  | 7.4  | .441 | 0.5 | 1.4 | .318 | 1.6 | 2.6 | .631  | 1.3 | 2.1  | 3.4  | 3.2 | 0.9 | 0.4 | 1.3 | 2.3 | 8.6  |
| 9  | Maurice Cheeks    | 35   | 56 | 0  | 19.4 | 2.1  | 4.4  | .462 | 0.1 | 0.1 | .500 | 0.5 | 0.8 | .605  | 0.5 | 1.2  | 1.7  | 3.3 | 1.5 | 0.0 | 0.6 | 1.3 | 4.6  |
| 10 | Jon Koncak        | 28   | 77 | 14 | 19.3 | 1.4  | 3.7  | .391 | 0.0 | 0.2 | .000 | 0.2 | 0.4 | .655  | 0.8 | 2.6  | 3.4  | 1.7 | 0.6 | 0.9 | 0.7 | 2.7 | 3.1  |
| 11 | Morlon Wiley      | 25   | 41 | 19 | 18.7 | 1.7  | 3.9  | .444 | 0.3 | 0.9 | .368 | 0.5 | 0.7 | .700  | 0.5 | 1.2  | 1.8  | 4.0 | 1.0 | 0.1 | 1.3 | 1.8 | 4.3  |
| 12 | Travis Mays       | 23   | 2  | 0  | 16.0 | 3.0  | 7.0  | .429 | 1.5 | 3.0 | .500 | 1.0 | 1.0 | 1.000 | 0.5 | 0.5  | 1.0  | 0.5 | 0.0 | 0.0 | 1.5 | 2.0 | 8.5  |
| 13 | Jeff Sanders      | 26   | 12 | 0  | 9.8  | 1.7  | 3.8  | .444 | 0.0 | 0.0 |      | 0.6 | 0.8 | .778  | 0.8 | 1.4  | 2.2  | 0.8 | 0.4 | 0.3 | 0.4 | 1.3 | 3.9  |
| 14 | Rodney Monroe     | 23   | 38 | 0  | 8.2  | 1.4  | 3.8  | .368 | 0.2 | 0.7 | .222 | 0.5 | 0.6 | .826  | 0.3 | 0.6  | 0.9  | 0.7 | 0.3 | 0.1 | 0.6 | 0.5 | 3.4  |
| 15 | Gary Leonard      | 24   | 5  | 0  | 2.6  | 0.8  | 1.2  | .667 | 0.0 | 0.0 |      | 0.4 | 0.4 | 1.000 | 0.6 | 0.4  | 1.0  | 0.2 | 0.2 | 0.0 | 0.2 | 0.6 | 2.0  |

## Galardones y récords
| Jugador/Entrenador | Galardón                               |
| Kevin Willis       | 3.er Mejor quinteto de la NBA All-Star |
| Stacey Augmon      | Mejor quinteto de rookies de la NBA    |
| Dominique Wilkins  | All-Star                               |